# Flavomeliturgula lacrymosa
Flavomeliturgula lacrymosa là một loài Hymenoptera trong họ Andrenidae. Loài này được Popov mô tả khoa học năm 1967.